# 正量部
正量部 (しょうりょうぶ、サンスクリット：saṃmatīya, saṃmitīya）は、部派仏教の十八部の一つ。釈迦死後300年ごろに犢子部から4部が分かれた内の第三である。
知識を獲得したときに、それが正しいかどうかを判定するのを量と言うが、この派は「量」に誤謬がないので「正量部」と称した〔異部宗輪論述記〕。